# Con sentido público
Con sentido público fue un programa argentino tipo magazine, que se emitía de lunes a viernes a las 16:00 (UTC -3) por la TV Pública Digital, con una hora y media de duración.
"Una mirada de la actualidad nacional. Los temas que nos interesan, los problemas reales y concretos que tenemos todos los días tratados por profesionales de reconocida trayectoria, sin condicionamientos, con el único objetivo de empezar el día con lo que hay que saber y comprender, invitándonos a reflexionar y participar", comentan desde el sitio web del canal estatal.
El programa comenzó desde el 2 de noviembre de 2009 hasta el 21 de diciembre de 2012.

## Personal
El programa cuenta con la conducción de Federica Pais y tiene los siguientes panelistas:
- Mariana Carbajal: Trata temas de actualidad nacional e internacional.
- Martín Jáuregui: Aborda temas políticos, tecnológicos y de interés general.
- Alfredo Zaiat: Analiza temas políticos y económicos, del orden nacional e internacional.